# Sint-Katharinakapel (Ruisbroek)

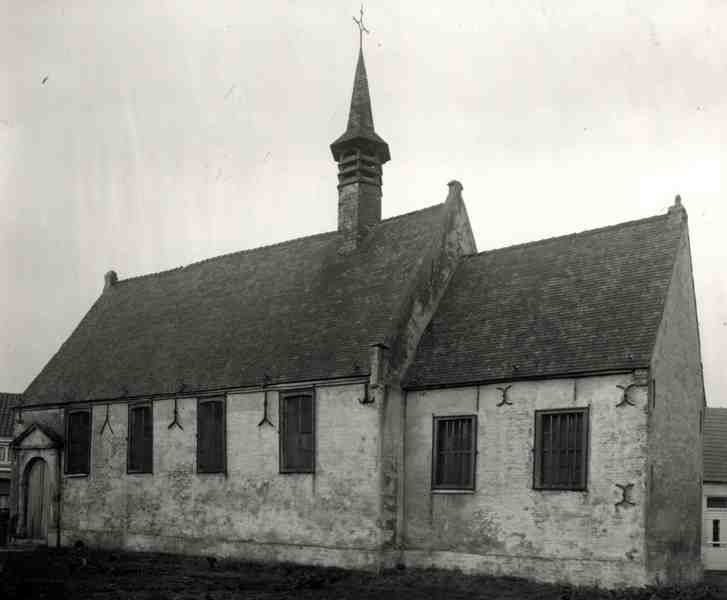
Sint-Katharinakapel

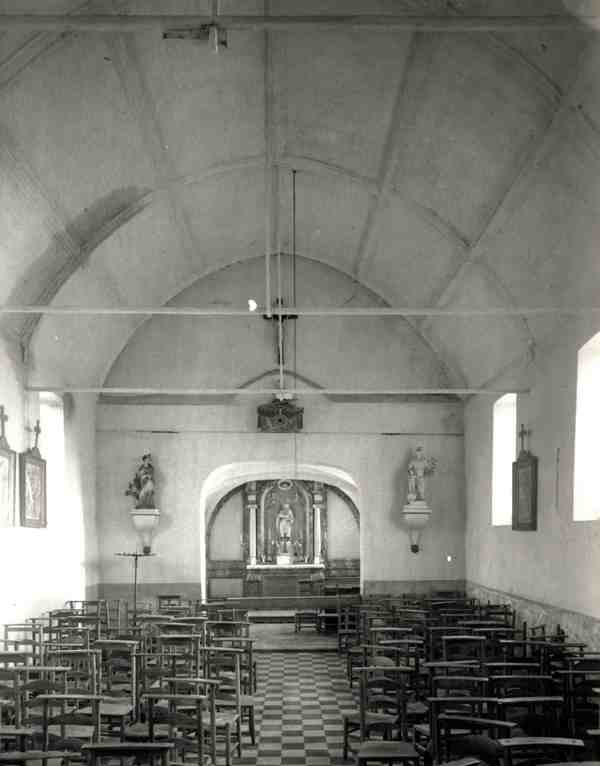
interieur

De Sint-Katharinakapel is een kapel in de tot de Antwerpse gemeente Puurs-Sint-Amands behorende plaats Sauvegarde, gelegen aan de Sint-Katharinastraat 61.

## Geschiedenis
De devotie voor Sint-Katharina gaat mogelijk terug tot de 13e eeuw. Toen, in 1231, door de heren van Grimbergen een kapelanie werd opgericht was er -naast de kerk van Ruisbroek- al sprake van een capelle. De tegenwoordige kapel is zeer waarschijnlijk 18e-eeuws, en zowel de jaartallen 1705, toen de relieken werden binnengehaald, als 1789 werden genoemd.

## Gebouw
Het betreft een georiënteerde kapel op een rechthoekige plattegrond met een lager en smaller, recht afgesloten, koor dat mogelijk een oudere kapel is geweest die in de 18e eeuw werd vergroot. Op het zadeldak van de kapel bevindt zich een dakruiter.
Aan de zuidzijde is er een toegangsdeur met daarboven een driehoekig fronton met daarin het chronogram: HeILIge CatharIna bID Voor aLLe WeLDoeners Van Deze UWe kapeL, wat 1889 oplevert, een jaar waarin herstellingswerken werden uitgevoerd. In 1995 werd de kapel gerestaureerd.
Het interieur wordt overkluisd door een spitstongewelf.